# Dolmen von Carmonita

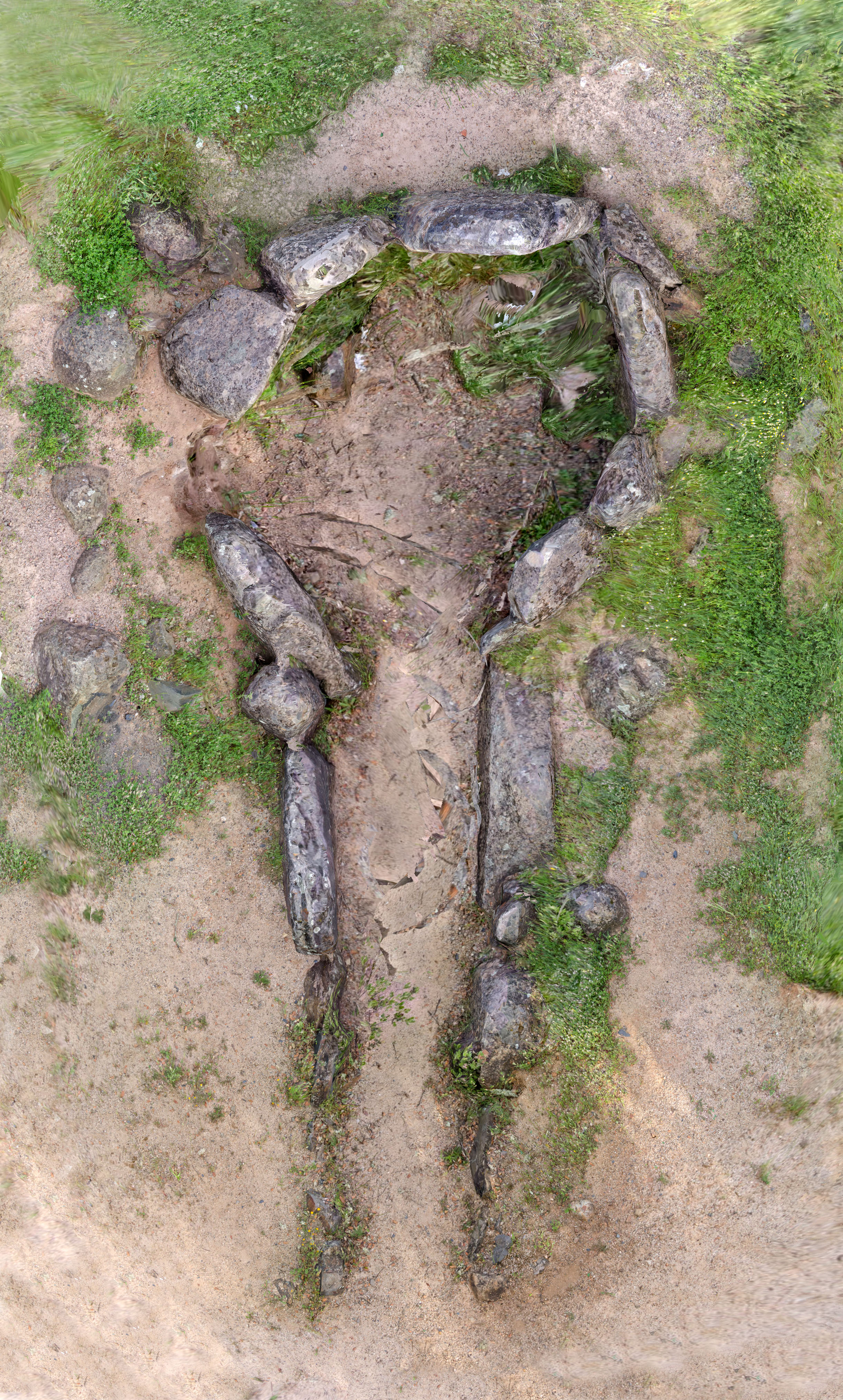
Luftbild Dolmen von Carmonita

Der Dolmen von Carmonita liegt nahe der Avenue Extremadura, nördlich vom Dorf Carmonita und von Mérida und südlich von Caceres in der Provinz Badajoz, in der Extremadura in Spanien.
Der Dolmen hat eine runde Kammer aus sieben, unterschiedlich hoch erhaltenen Tragsteinen (einer fehlt) und dem erhaltenen Ende eines sich zur Kammer hin aufweitenden, langen Ganges aus nach außen kleiner werdenden erhaltenen Tragsteinen. Es gibt keine erhaltene Decksteine. Die runde Kammer, die Ähnlichkeiten mit den Dolmen Cerro de la Barca und dem nur 14,0 km entfernten Lácara aufweist, ist ihres einst deckenden Hügels weitgehend beraubt.